# AC Milán 2006/2007
Tento článek se podrobně zabývá událostmi ve fotbalovém klubu AC Milán v sezoně 2006/07 a jeho působení v nejvyšší lize, domácího poháru a v lize mistrů UEFA.

## Realizační tým
| Post                                        | Jméno |
| ------------------------------------------- | --- |
| Hlavní trenér                               | Carlo Ancelotti |
| Asistent trenéra                            | Mauro Tassotti |
| Trenér brankářů                             | William Vecchi a Benjamino Abate                                                                                       |
| Sportovní trenéři                           | Daniele Tognaccini, Fabio Allevi, Bruno Dominici, Sergio Mascheroni, Andrea Primitivi, Giovanni Mauri, William Tillson |
| Klubové vedení                              | |
| Prezident klubu                             | Silvio Berlusconi |
| Zástupce viceprezidenta a generální ředitel | Adriano Galliani |
| Zástupce prezidenta klubu                   | Paolo Berlusconi, Gianni Nardi                                                                                         |
| Sportovní ředitel                           | Ariedo Braida |
| Vedoucí klubu                               | Vittorio Mentana |

## Soupiska
Aktuální k datu 30. června 2007.
| Číslo | Pozice | Nár.                   | Hráč                  | Datum narození a věk        | Od roku | Předchozí angažmá | Poznámka       |
| ----- | ------ | ---------------------- | --------------------- | --------------------------- | ------- | ----------------- | -------------- |
| 1     | B      | Brazílie               | Dida                  | 7. října 1973 (51 let)      | 2000    | Corinthians       |                |
| 2     | O      | Brazílie               | Cafu                  | 7. června 1970 (55 let)     | 2003    | Řím               |                |
| 3     | O      | Itálie                 | Paolo Maldini         | 26. června 1968 (57 let)    | 1984    | Juniorka          |                |
| 4     | O      | Gruzie                 | Kacha Kaladze         | 27. února 1978 (47 let)     | 2001    | Kyjev             |                |
| 5     | O      | Itálie                 | Alessandro Costacurta | 24. dubna 1966 (59 let)     | 1986    | Juniorka          |                |
| 7     | Ú      | Brazílie               | Ricardo Oliveira      | 6. května 1980 (45 let)     | 2006    | Betis             |                |
| 8     | Z      | Itálie                 | Gennaro Gattuso       | 9. ledna 1978 (47 let)      | 1999    | Salernitana       |                |
| 9     | Ú      | Itálie                 | Filippo Inzaghi       | 9. srpna 1973 (51 let)      | 2001    | Juventus          |                |
| 10    | Z      | Nizozemsko · Surinam   | Clarence Seedorf      | 1. dubna 1976 (49 let)      | 2002    | Inter             |                |
| 11    | Ú      | Itálie                 | Alberto Gilardino     | 5. července 1982 (43 let)   | 2005    | Parma             |                |
| 13    | O      | Itálie                 | Alessandro Nesta      | 19. března 1976 (49 let)    | 2002    | Lazio             |                |
| 15    | Ú      | Itálie                 | Marco Borriello       | 18. června 1982 (43 let)    | 2002    | Treviso           |                |
| 16    | B      | Austrálie · Chorvatsko | Željko Kalac          | 16. prosince 1972 (52 let)  | 2005    | Perugia           |                |
| 17    | O      | Chorvatsko             | Dario Šimić           | 12. listopadu 1975 (49 let) | 2002    | Inter             |                |
| 18    | O      | Česko                  | Marek Jankulovski     | 9. května 1977 (48 let)     | 2005    | Udinese           |                |
| 19    | O      | Itálie                 | Giuseppe Favalli      | 8. ledna 1972 (53 let)      | 2006    | Inter             |                |
| 20    | Z      | Francie                | Yoann Gourcuff        | 11. července 1986 (39 let)  | 2006    | Rennes            |                |
| 21    | Z      | Itálie                 | Andrea Pirlo          | 19. května 1979 (46 let)    | 2001    | Inter             |                |
| 22    | Z      | Brazílie               | Kaká                  | 22. dubna 1982 (43 let)     | 2003    | São Paulo         |                |
| 23    | Z      | Itálie                 | Massimo Ambrosini     | 29. května 1977 (48 let)    | 1995    | Cesena            |                |
| 24    | O      | Argentina              | Leandro Grimi         | 9. února 1985 (40 let)      | 2007    | Racing Club       | přišel v lednu |
| 25    | O      | Itálie                 | Daniele Bonera        | 31. května 1981 (44 let)    | 2006    | Parma             |                |
| 26    | B      | Itálie                 | Marco Storari         | 7. ledna 1977 (48 let)      | 2007    | Messina           | přišel v lednu |
| 27    | Z      | Brazílie               | Serginho              | 27. června 1971 (54 let)    | 1999    | São Paulo         |                |
| 28    | Z      | Itálie                 | Alex Guerci           | 31. července 1989 (35 let)  | 2006    | Juniorka          |                |
| 29    | B      | Itálie                 | Valerio Fiori         | 27. dubna 1969 (56 let)     | 1999    | Piacenza          |                |
| 31    | O      | Itálie                 | Luca Antonelli        | 11. února 1987 (38 let)     | 2006    | Juniorka          |                |
| 32    | Z      | Itálie                 | Cristian Brocchi      | 30. ledna 1976 (49 let)     | 2001    | Inter             |                |
| 33    | Z      | Itálie                 | Davide Di Gennaro     | 16. června 1988 (37 let)    | 2006    | Juniorka          |                |
| 34    | Z      | Itálie                 | Gastone Bottini       | 24. února 1987 (38 let)     | 2006    | Juniorka          |                |
| 36    | O      | Itálie                 | Matteo Darmian        | 2. prosince 1989 (35 let)   | 2006    | Juniorka          |                |
| 38    | Z      | Itálie                 | Matteo Lunati         | 2. července 1987 (38 let)   | 2006    | S.P.A.L.          |                |
| 44    | O      | Itálie                 | Massimo Oddo          | 14. června 1976 (49 let)    | 2007    | Lazio             | přišel v lednu |
| 99    | Ú      | Brazílie               | Ronaldo               | 18. září 1976 (48 let)      | 2007    | Real              | přišel v lednu |

### Změny v kádru v letním přestupovém období 2006[4]
| Přišli do týmu | Přišli do týmu | Přišli do týmu      | Přišli do týmu | Přišli do týmu     | Přišli do týmu             | Přišli do týmu | Odešli z týmu | Odešli z týmu     | Odešli z týmu       | Odešli z týmu | Odešli z týmu           | Odešli z týmu | Odešli z týmu   |
| Pozice         | Nár.           | Hráč                | Věk            | Odkud přišel       | Typ                        | Cena           | Pozice        | Nár.              | Hráč                | Věk           | Kam odešel              | Typ           | Cena            |
| B              | Itálie         | Christian Abbiati   | 28             | Juventus FC        | návrat z hostování         |                | B             | Itálie            | Christian Abbiati   | 28            | Turín FC                | hostování     | 0,3 mil. Euro   |
| B              | Itálie         | Ferdinando Coppola  | 28             | Ascoli Calcio 1898 | přestup                    | ?              | B             | Itálie            | Ferdinando Coppola  | 28            | Piacenza FC             | hostování     |                 |
| O              | Itálie         | Ignazio Abate       | 19             | Piacenza FC        | návrat z hostování         |                | O             | Itálie            | Ignazio Abate       | 19            | Modena FC               | hostování     |                 |
| O              | Itálie         | Luca Antonini       | 22             | UC Sampdoria       | vykoupení spoluvlastnictví | ?              | O             | Itálie            | Davide Astori       | 19            | AS Pizzighettone        | hostování     |                 |
| O              | Itálie         | Daniele Bonera      | 25             | Parma FC           | přestup                    | 3,3 mil. Euro  | O             | Itálie            | Luca Antonini       | 22            | AC Siena                | hostování     |                 |
| O              | Itálie         | Giuseppe Favalli    | 34             | FC Inter Milán     | přestup                    | zadarmo        | O             | Itálie            | Lino Marzorati      | 19            | Empoli FC               | hostování     |                 |
| O              | Itálie         | Romano Perticone    | 19             | AS Pizzighettone   | návrat z hostování         |                | O             | Argentina         | Leandro Grimi       | 22            | AC Siena                | hostování     |                 |
| Z              | Gabon          | Catiline Aubameyang | 22             | FC Chiasso         | návrat z hostování         |                | O             | Itálie            | Romano Perticone    | 19            | Hellas Verona FC        | hostování     |                 |
| Z              | Itálie         | Cristian Brocchi    | 30             | ACF Fiorentina     | návrat z hostování         |                | O             | Nizozemsko        | Jaap Stam           | 33            | AFC Ajax                | 3 mil. Euro   |                 |
| Z              | Itálie         | Samuele Dalla Bona  | 25             | UC Sampdoria       | návrat z hostování         |                | Z             | Gabon             | Catiline Aubameyang | 22            | FC 105 Libreville       | přestup       | zadarmo         |
| Z              | Itálie         | Massimo Donati      | 25             | FC Messina Peloro  | návrat z hostování         |                | Z             | Itálie            | Samuele Dalla Bona  | 25            | SSC Neapol              | přestup       | zadarmo         |
| Z              | Itálie         | Pasquale Foggia     | 23             | Empoli FC          | přestup                    | ? Euro         | Z             | Itálie            | Massimo Donati      | 25            | Atalanta BC             | hostování     |                 |
| Z              | Francie        | Yoann Gourcuff      | 19             | Stade Rennais FC   | přestup                    | 4,5 mil. Euro  | Z             | Itálie            | Pasquale Foggia     | 23            | SS Lazio                | přestup       | 3,15 mil. Euro  |
| Ú              | Itálie         | Marco Borriello     | 24             | Treviso FC         | návrat z hostování         |                | Z             | Portugalsko       | Rui Costa           | 34            | SL Benfica              | přestup       | zadarmo         |
| Ú              | Itálie         | Alessandro Matri    | 21             | AC Lumezzane       | návrat z hostování         |                | Z             | Itálie            | Davide Di Gennaro   | 19            | Bologna FC 1909         | hostování     | 0,3 mil. Euro   |
| Ú              | Brazílie       | Ricardo Oliveira    | 26             | Betis Sevilla      | přestup                    | 15 mil. Euro   | Z             | Švýcarsko         | Johann Vogel        | 29            | Betis Sevilla           | přestup       | 4,5 mil. Euro   |
|                |                |                     |                |                    |                            |                | Z             | Brazílie · Itálie | Márcio Amoroso      | 32            | SC Corinthians Paulista | přestup       | zadarmo         |
|                |                |                     |                |                    |                            |                | Ú             | Itálie            | Alessandro Matri    | 21            | Rimini FC               | hostování     |                 |
|                |                |                     |                |                    |                            |                | Ú             | Ukrajina          | Andrej Ševčenko     | 29            | Chelsea FC              | přestup       | 43,88 mil. Euro |

### Změny v kádru v zimním přestupovém období 2007[5]
| Přišli do týmu | Přišli do týmu | Přišli do týmu | Přišli do týmu | Přišli do týmu    | Přišli do týmu | Přišli do týmu  | Odešli z týmu | Odešli z týmu | Odešli z týmu | Odešli z týmu | Odešli z týmu | Odešli z týmu | Odešli z týmu |
| Pozice         | Nár.           | Hráč           | Věk            | Odkud přišel      | Typ            | Cena            | Pozice        | Nár.          | Hráč          | Věk           | Kam odešel    | Typ           | Cena          |
| B              | Itálie         | Marco Storari  | 30             | FC Messina Peloro | přestup        | 0,850 mil. Euro |               |               |               |               |               |               |               |
| O              | Argentina      | Leandro Grimi  | 21             | Racing Club       | přestup        | 2,5 mil. Euro   |               |               |               |               |               |               |               |
| O              | Itálie         | Massimo Oddo   | 30             | SS Lazio          | přestup        | 7,75 mil. Euro  |               |               |               |               |               |               |               |
| Ú              | Brazílie       | Ronaldo        | 30             | Real Madrid       | přestup        | 7 mil. Euro     |               |               |               |               |               |               |               |

## Zápasy v sezoně 2006/07

### Serie A (Italská liga)
|              | ASC | ATA | CAG | CAT | CHI | EMP | FIO | INT | LAZ | LIV | MES | PAL | PAR | REG | ŘÍM | SAM | SIE | TUR | UDI |
| ------------ | --- | --- | --- | --- | --- | --- | --- | --- | --- | --- | --- | --- | --- | --- | --- | --- | --- | --- | --- |
| Utkání doma  | 1:0 | 1:0 | 3:1 | 3:0 | 3:1 | 3:1 | 0:0 | 3:4 | 2:1 | 2:1 | 1:0 | 0:2 | 1:0 | 3:1 | 1:2 | 1:0 | 0:0 | 0:0 | 2:3 |
| Utkání venku | 5:2 | 0:2 | 2:2 | 1:1 | 1:0 | 0:0 | 2:2 | 1:2 | 0:0 | 0:0 | 3:1 | 0:0 | 2:0 | 0:2 | 1:1 | 1:1 | 4:3 | 1:0 | 3:0 |

Tabulka
| Poř. | Tým                 | Z  | V  | R  | P  | VG | OG | B   |
| ---- | ------------------- | -- | -- | -- | -- | -- | -- | --- |
| 1.   | FC Inter Milán      | 38 | 30 | 7  | 1  | 80 | 34 | 97  |
| 2.   | AS Řím              | 38 | 22 | 9  | 7  | 74 | 34 | 75  |
| 3.   | SS Lazio 1          | 38 | 18 | 11 | 9  | 59 | 33 | 62* |
| 4.   | AC Milán 1 2        | 38 | 19 | 12 | 7  | 57 | 36 | 61* |
| 5.   | US Città di Palermo | 38 | 16 | 10 | 12 | 58 | 51 | 58  |
| 6.   | ACF Fiorentina 1    | 38 | 21 | 10 | 7  | 62 | 31 | 58* |
| 7.   | Empoli FC           | 38 | 14 | 12 | 12 | 42 | 43 | 54  |
| 8.   | Atalanta BC         | 38 | 12 | 14 | 12 | 56 | 54 | 50  |
| 9.   | UC Sampdoria        | 38 | 13 | 10 | 15 | 44 | 48 | 49  |
| 10.  | Udinese Calcio      | 38 | 12 | 10 | 16 | 49 | 55 | 46  |

Poznámky
- Z = Odehrané zápasy; V = Vítězství; R = Remízy; P = Prohry; VG = Vstřelené góly; OG = Obdržené góly; B = Body
- 1  ACF Fiorentina přišla o 15 bodů, Reggina Calcio přišla o 11 bodů, AC Milán přišla o 8 bodů, SS Lazio přišla o 3 body a AC Siena přišel o 1 bod za korupční skandál.
- 2  AC Milán jako obhájce trofeje Ligy mistrů 2006/07 měl zajištěn přímý postup.

|  | Mistr ligy a Přímý postup do Ligy mistrů 2007/08 |
|  | Přímý postup do Ligy mistrů 2007/08              |
|  | Postup do 3. předkola Ligy mistrů 2007/08        |
|  | Přímý postup do 1. kola Poháru UEFA 2007/08      |
|  | Postup do Poháru UEFA 2007/08 z Intertoto Cupu   |

### Coppa Italia (Italský pohár)
| osmifinále - 1. zápas 8. listopadu 2006 | AC Milán                                                          | 4 – 2  | Brescia Calcio                        | Stadio Giuseppe Meazza, Milán           |  |  |
| 20:30 SELČ                              | 60', 86' Marco Borriello 64' Cristian Brocchi 78' Filippo Inzaghi | Report | 34' Matteo Serafini 36' Luis Alfageme | Diváci: 1.833 Rozhodčí: Paolo Mazzoleni |  |  |
|                                         |                                                                   |        |                                       |                                         |  |  |

| osmifinále - 2. zápas 28. listopadu 2006 | Brescia Calcio   | 1 – 2  | AC Milán                                     | Stadio Mario Rigamonti, Brescia        |  |  |
| 21:00 SELČ                               | 43' Marek Hamšík | Report | 14' Ricardo Oliveira 19 (vl.)' Davide Zoboli | Diváci: 3.000 Rozhodčí: Mauro Bergonzi |  |  |
|                                          |                  |        |                                              |                                        |  |  |

| čtvrtfinále - 1. zápas 11. ledna 2007 | AC Milán                                  | 2 – 0  | SS Arezzo | Stadio Giuseppe Meazza, Milán           |  |  |
| 21:00 SELČ                            | 34' Alberto Gilardino 50' Filippo Inzaghi | Report |           | Diváci: 3.822 Rozhodčí: Andrea De Marco |  |  |
|                                       |                                           |        |           |                                         |  |  |

| čtvrtfinále - 2. zápas 18. ledna 2007 | SS Arezzo                | 1 – 0  | AC Milán | Stadio Città di Arezzo, Arezzo          |  |  |
| 21:00 SELČ                            | 52' Antonio Floro Flores | Report |          | Diváci: 8.882 Rozhodčí: Oberdan Pantana |  |  |
|                                       |                          |        |          |                                         |  |  |

| semifinále - 1. zápas 25. ledna 2007 | AC Milán                                | 2 – 2  | AS Řím                                | Stadio Giuseppe Meazza, Milán         |  |  |
| 21:15 SELČ                           | 4' Ricardo Oliveira 23' Filippo Inzaghi | Report | 28' Simone Perrotta 39' David Pizarro | Diváci: 6.045 Rozhodčí: Paolo Bertini |  |  |
|                                      |                                         |        |                                       |                                       |  |  |

| semifinále - 2. zápas 31. ledna 2007 | AS Řím                                            | 3 – 1  | AC Milán              | Stadio Olimpico, Řím                    |  |  |
| 21:15 SELČ                           | 52' Mancini 23' Simone Perrotta 46' David Pizarro | Report | 18' Alberto Gilardino | Diváci: 39.249 Rozhodčí: Nicola Rizzoli |  |  |
|                                      |                                                   |        |                       |                                         |  |  |

### Liga mistrů UEFA 2006/07
3 Předkolo
| 3 předkolo: 1. zápas 9. srpna 2006 | AC Milán            | 1 – 0  | FK Crvena zvezda | Stadio Giuseppe Meazza, Milán                |  |
| 20:45 SELČ | 22' Filippo Inzaghi | Report |                  | Diváci: 70.510 Rozhodčí: Jan Wilien Wegereef |  |
| Poznámky: Sestava: Dida – Serginho, Costacurta (K), Šimič, Cafu (78. Brocchi) – Gattuso, Pirlo (81. Gourcuff), Seedorf – Kaká – Inzaghi, Gilardino (72. Ambrosini) |                     |        |                  |                                              |  |

| 3 předkolo: 2. zápas 22. srpna 2006 | FK Crvena zvezda | 1 – 2  | AC Milán                                 | Stadion Crvena Zvezda, Bělehrad    |  |
| 21:00 SELČ | 82' Dušan Đokić  | Report | 29' Filippo Inzaghi 79' Clarence Seedorf | Diváci: 50.000 Rozhodčí: Bo Larsen |  |
| Poznámky: Sestava: Dida – Serginho, Costacurta (K), Šimič, Cafu (82. Favalli) – Gattuso, Pirlo, Seedorf – Kaká – Inzaghi (68. Amrosini), Gilardino (88. Borriello) |                  |        |                                          |                                    |  |

Základní část
| Základní skupina H: 1. zápas 13. září 2006 | AC Milán                                               | 3 – 0  | AEK Atény | Stadio Giuseppe Meazza, Milán       |  |
| 20:45 SELČ | 17' Filippo Inzaghi 41' Yoann Gourcuff 76 (pen.)' Kaká | Report |           | Diváci: 31.836 Rozhodčí: Mike Riley |  |
| Poznámky: Sestava: Dida – Favalli (79. Jankulovski), Maldini (K), Šimič, Cafu – Gattuso, Brocchi (75. Ambrosini), Gourcuff – Kaká – Ricardo Oliveira (71. Seedorf), Inzaghi |                                                        |        |           |                                     |  |

| Základní skupina H: 2. zápas 26. září 2006                                                                                            | Lille OSC | 0 – 0  | AC Milán | Stade Bollaert-Delelis, Lille                           |  |
| 20:45 SELČ |           | Report |          | Diváci: 40.000 Rozhodčí: Manuel Enrique Mejuto González |  |
| Poznámky: Sestava: Dida – Jankulovski, Kaladze, Nesta, Cafu – Gattuso, Pirlo, Ambrosini (K) – Seedorf, Kaká – Gilardino (76. Inzaghi) |           |        |          |                                                         |  |

| Základní skupina H: 3. zápas 17. října 2006 | RSC Anderlecht | 0 – 1  | AC Milán | Constant Vanden Stock Stadion, Brusel          |  |
| 20:45 SELČ |                | Report | 58' Kaká | Diváci: 26.000 Rozhodčí: Luis Medina Cantalejo |  |
| Poznámky: Sestava: Dida – Jankulovski, Kaladze, Nesta, Bonera – Gattuso (K), Pirlo, Seedorf (81. Brocchi) – Kaká – Ricardo Oliveira (50. Cafu), Inzaghi (72. Gilardino) |                |        |          |                                                |  |

| Základní skupina H: 4. zápas 1. listopadu 2006 | AC Milán                                       | 4 – 1  | RSC Anderlecht    | Stadio Giuseppe Meazza, Milán           |  |
| 20:45 SELČ | 6 (pen.)', 22', 56' Kaká 88' Alberto Gilardino | Report | 61' Roland Juhász | Diváci: 37.768 Rozhodčí: Herbert Fandel |  |
| Poznámky: Sestava: Dida – Jankulovski, Maldini (K), Nesta (19. Cafu), Šimič – Seedorf, Brocchi, Goucuff (66. Gattuso) – Kaká – Ricardo Oliveira (73. Pirlo), Gilardino |                                                |        |                   |                                         |  |

| Základní skupina H: 5. zápas 21. listopadu 2006 | AEK Atény       | 1 – 0  | AC Milán | Olympijský stadion, Atény               |  |
| 20:45 SELČ | 32' Júlio César | Report |          | Diváci: 60.000 Rozhodčí: Eric Braamhaar |  |
| Poznámky: Sestava: Dida (78. Kalač) – Bonera, Maldini (K), Costacurta (46. Jankulovski), Brocchi – Seedorf, Pirlo, Gourcuff – Kaká – Ricardo Oliveira (70. Borriello), Inzaghi |                 |        |          |                                         |  |

| Základní skupina H: 6. zápas 6. prosince 2006 | AC Milán | 0 – 2  | Lille OSC                                 | Stadio Giuseppe Meazza, Milán        |  |
| 20:45 SELČ |          | Report | 7' Peter Odemwingie 67' Abdul Kader Keïta | Diváci: 27.067 Rozhodčí: Graham Poll |  |
| Poznámky: Sestava: Kalac – Jankulovski, Bonera, Kaladze, Šimič – Ambrosini (K) (54. Kaká), Pirlo, Brocchi (46. Seedorf) – Gourcuff – Inzaghi, Borriello (72. Ricardo Oliveira) |          |        |                                           |                                      |  |

Konečná tabulka skupiny H